# 风筝人
风筝人，本名查尔斯·“查克”·布朗（Charles "Chuck" Brown），是一名出现在美国DC漫画出版的漫画书中的虚构超级反派。

## 出版历史
风筝人第一次出场在《蝙蝠侠》第133期（1960年8月）中，由编剧比尔·芬格和画师迪克·史邦所创作。

## 人物传记
查尔斯·“查克”·布朗是把风筝作为武器的罪犯。他利用背上背着的大风筝来飞行。他还利用齐射的风筝压制他的敌人。他在在不同的场合与蝙蝠侠，罗宾，鹰侠，鹰女及其他一些英雄发生过冲突。
在他的第一次出场时，他使用风筝进行各种各样的犯罪，比如帮助罪犯逃狱。蝙蝠侠利用自己的风筝击败了他。在《蝙蝠家族》第3期（1975）中他有了一个新的外观。风筝人戴着一个面罩再次出现。他背叛自己雇佣的手下。蝙蝠侠再次用自己的风筝击败了他。莱恩·韦恩通过一个抢劫故事将他带回蝙蝠侠系列中。在这次故事中他没有用到他标志性的风筝。
在《鹰侠》的连载中，鹰侠，鹰女和扎坦娜遇到了他。在这个故事中揭露了他的真实姓名，以及童年时对风筝的迷恋。
风筝人与其他众多罪犯去到了公开接纳超级犯罪的虚构国家赞迪亚。他加入了那里的运动队，后来又参与了与入侵的超级英雄队伍的战斗。
在《无限危机》中，据小丑说，布朗在拒绝加入新的超级恶人秘密会社之后被他从韦恩塔扔下去了。
布朗幸存了下来，在《52》系列中他开始参与与一些哥谭市的低级犯罪行动。他与下水道之王，道森，载片，鱿鱼和幻境一同被捕。之后食人魔布鲁诺・曼海姆要求他们加入国际帮，被拒绝后双方展开火并，风筝人被杀并被布鲁诺吃了。

### DC重生
2016年风筝人重新出现在DC宇宙重生的《蝙蝠侠》连载中。出场后被称呼为查尔斯，查克或查理·布朗。他精神状态似乎有些不稳定，经常高喊着“风筝人，真他妈棒!（Kite Man， hell yeah!）”，之后的故事显示这其实是他的儿子小查尔斯·布朗第一次尝试放风筝时所说的话。
他第一次出现时在抢劫一场豪华派对，很快就被哥谭少女制止。随后，蝙蝠侠计划秘密入侵贝恩位於加勒比海圣普利斯卡共和国的基地，并在阿卡姆疯人院寻找合适行动的罪犯，在此章节中风筝人在一间沿着过道的监狱牢房中露面。
在之后某个时间他从阿卡漢逃脱了，因为之后蝙蝠侠与猫女在哥谭夜间巡逻时再次遇上了他。风筝人后来卖了自己的一只风筝给当铺，另一个反派猎头者买下了它用来杀死沼泽怪物的父亲。 蝙蝠侠和沼泽怪物为了此事而审问了风筝人。
在《笑话与谜语的戰爭》中的插曲展示了风筝人的新起源故事。查尔斯·布朗是一个温和的空气动力学家，他与妻子离婚被剥夺了監護权，成为一个酒鬼，开始了犯罪生涯，比如帮小丑制作小丑车。在笑话与谜语的戰爭期间，蝙蝠侠找到查尔斯，让他要求和小丑会面，打算借此机会抓获小丑，结束乱局。这时，谜语人也找上了查尔斯，以查尔斯儿子的安全威胁他做双面间谍，会见小丑的同时也出卖蝙蝠侠，让谜语人将两个劲敌一次性除去。为了报复查尔斯的背叛，小丑给他绑了炸药，当做人肉炸弹送给蝙蝠侠，但是炸弹并没有爆炸。很快查尔斯就知道是谜语人动了手脚，不让小丑抢先干掉蝙蝠侠。但他的儿子，小查尔斯·布朗却被谜语人下毒害死。为了报复谜语人，查尔斯·布朗以风筝人的身份加入了小丑。
蝙蝠侠后来选择帮助谜语人赢得战争，他开始击败每一个站在小丑一边的反派，直到只剩下风筝人。最后，当风筝人被俘后，他告诉了蝙蝠侠小丑最后的秘密藏身的大楼，并且帮助谜语人手下所有的恶棍制造了风筝，让他们透过窗户直达小丑所在楼层。在进入内部之后，谜语人和他手下的恶棍转而攻击蝙蝠侠，蝙蝠侠让风筝人激活了藏在他们包中喷气式反向降落伞器，让恶棍缓缓升到天空高处，直到缺氧失去直觉之后再由驾驶蝙蝠飞艇的阿尔弗雷德将他们捕获。之后愤怒的谜语人一拳将风筝人打到失去意识。最后，谜语人在于小丑和蝙蝠侠三人对峙时表明，查尔斯所遭遇的这一切，从儿子的死到他成为风筝人再到最后一刻破坏谜语人的所有计划，都是他计划的一部分，只是为了让小丑笑出来。
在第50期中开场画面显示了蝙蝠侠在芬格塔上一边与猫女商量婚礼的事一边与风筝人打斗。

## 其他媒体

### 电视
- 风筝人出现在《蝙蝠俠智勇悍將》中，由杰弗里·库姆斯配音。[17]

### 电影
- 风筝人出现在《樂高蝙蝠俠電影》。他与小丑一同行动。

### 游戏
- 《樂高蝙蝠俠2：DC超級英雄》中提到了风筝人。